# János Vörös
János Vörös (Csabrendek, 25 marzo 1891 – Balatonfüred, 23 luglio 1968) è stato un militare ungherese, politico, ministro della Difesa nel governo nazionale provvisorio non ufficiale guidato da Béla Miklós.

## Biografia
Ha combattuto nella prima guerra mondiale sul fronte orientale e nella campagna d'Italia. Fu nominato Capo di Stato Maggiore dell'Esercito il 19 marzo 1944, quando i nazisti occuparono l'Ungheria. Più tardi Vörös si unì all'Armata Rossa che arrivò al confine orientale dell'Ungheria.
È stato il firmatario della convenzione dell'armistizio di Mosca come uno dei membri della delegazione del governo provvisorio. Nel 1946 fu rimosso dall'incarico su sua richiesta. Nel 1949 fu arrestato con l'accusa di spionaggio da parte del servizio investigativo militare. Il tribunale militare condannò Vörös all'ergastolo nel 1950, lasciò la prigione nel 1956 e morì nel 1968 a Balatonfüred.